# Éleuthère Mascart
Éleuthère Élie Nicolas Mascart (Quarouble, 20 febbraio 1837 – Parigi, 24 agosto 1908) è stato un fisico e meteorologo francese.

## Biografia

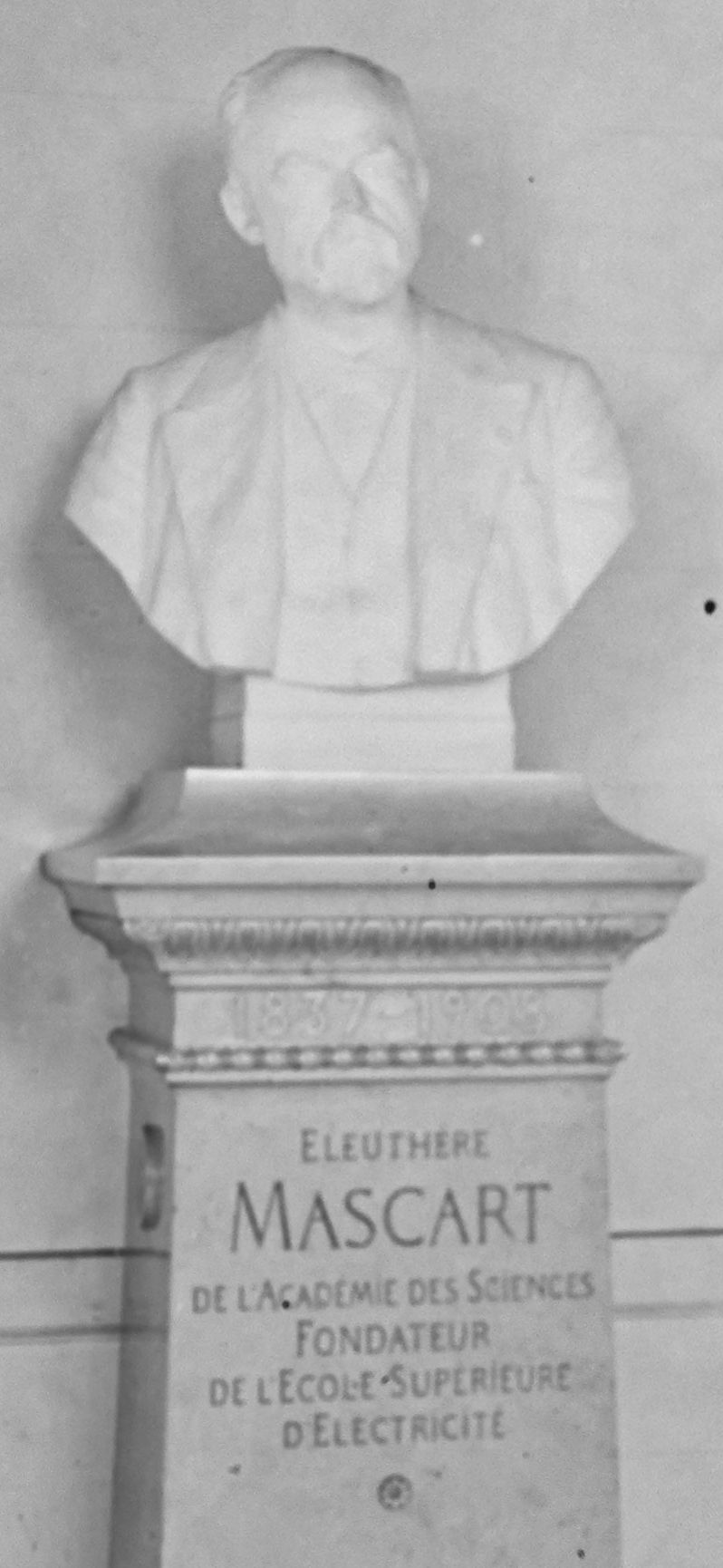
Busto commemorativo

Mascart nacque a Quarouble, Nord. A partire dal 1858, frequentò l'École normale supérieure (rue d'Ulm), guadagnando il suo agrégé-préparateur tre anni dopo. Conseguì il dottorato in scienze nel 1864. Dopo aver insegnato alle superiori, nel 1868 si trasferì presso il Collège de France per diventare assistente di Henri Victor Regnault. In seguito, fu nominato successore dello stesso Régnault nel 1872, posizione che tenne fino alla sua morte. Nel 1878 divenne anche il primo direttore della Bureau Central Météorologique.
Vinse il Premio Bordin dell'Académie française nel 1866 e il Grand Prix dell'Académie des sciences nel 1874.
Fu eletto Membro Perpetuo (1884), e nel 1904 Presidente, dell'Académie des Sciences, e nel 1892, Membro Straniero della British Royal Society. Mascart fu eletto vicepresidente dell'Institution of Electrical Engineers nel 1900, primo non britannico ad ottenere tale ruolo. Fu anche grande ufficiale della Légion d'Honneur. Mascart fondò la Supélec nel 1894.
Il suo studente Henri Bénard condusse nel laboratorio di Mascart importanti esperimenti sulla convezione termica.

## Opere
- E. Mascart, Recherches sur le spectre solaire ultra-violet et sur la détermination des longueurs d'onde, Thunot, Paris, 1864.
- E. Mascart, Éléments de Mécanique, Paris, 1866, 9th ed. in 1910.
- E. Mascart, Traité d'électricité statique, vol. 1, Paris, Masson, 1876.
  -  Traité d'électricité statique, vol. 2, Paris, Masson, 1876.
- E. Mascart and J. Joubert, A Treatise on Electricity and Magnetism, Translated by E. Atkinson, 2 volumes, T. De La Rue, London, 1883-1888.
- E. Mascart, Notice sur les travaux scientifiques de M. Éleuthère Mascart, Gauthier-Villars, Paris, 1884.
- E. Mascart, The Age of Electricity, Report of the Board of Regents of the Smithsonian Institution, pp. 153–172, 1894.
- E. Mascart, Traité d'Optique, 3 volumes, Gauthier-Villars, Paris, 1889-1893.
- E. Mascart, Leçons sur l'éléctricité et le magnetisme, vol. 1, Paris, Masson, 1896.
  -  Leçons sur l'éléctricité et le magnetisme, vol. 2, Paris, Masson, 1897.
- E. Mascart, Introduction à la physique expérimentale, 1888.
- E. Mascart, Traité de Magnétisme Terrestre, Paris, 1900.